# Flor Braier
Flor Braier Kantor va publicar Bambalinas (Editorial Vinciguerra, Buenos Aires, 2008) a partir del premi atorgat per la Asociación Argentina para la Poesía i Los nombres propios (Editorial Caleta Olivia, 2018). Amb el seu últim llibre, va participar com a autora convidada al Festival Barcelona Poesia. Alguns dels seus poemes formen part de l’antologia Poemas y relatos desde el Sur (Edicions Carena, Barcelona, 2001).
És llicenciada en Sociologia per la Universitat Autònoma de Barcelona i s'ha especialitzat en estudis de gènere. Ha exercit com a professora titular de les assignatures Panorama de la Literatura; Literatura Argentina i Llatinoamericana; i Història del cinema a la Escuela de Arte Multimedial Da Vinci de Buenos Aires durant més de deu anys. Egressada en Creació Literària del Máster de la Universitat Pompeu Fabra, aquest any coordina al Goethe Institut el Laboratori de creació poètica i sonora juntament amb l’escriptora Gabriela Bejerman. També imparteix “Melodías para armar un mundo”, el taller d’escriptura amb perspectiva de gènere des de les narratives i poètiques d’escriptores llatinoamericanes juntament amb Laura Sbdar.
Ha coordinat tallers d’escriptura creativa al mòdul destinat a dones del Centre Penitenciari Can Brians.
Ha participat en diferents performances y projectes multidisciplinaris. Com a realitzadora i performer va fer Disastro basada en La escritura del desastre de Blanchot i juntament amb Mireia Calafell, amb el suport d’ArtsMoved va realitzar el recital de poesia i audiovisuals De dos, en diversos centres d’art. També és actriu i música. Ha compost bandes sonores per a cinema, televisió i teatre. Com a solista, els seus discos són: Pony Feelings (2011), Río (2014), Nit (2017) y Duermen los animales (2019).
Egressada del postgrau en Traducció Literària (UPF-BSM de Barcelona), actualment treballa com a traductora i editora d’una antologia de poesia feminista anglosaxona. També duu a terme formacions i taller al Centre de Cultura de Dones Francesca Bonnemaison - La Bonne